# Хрусьцеле (Воломінський повіт)
Хрусьцеле (пол. Chruściele) — село в Польщі, у гміні Домбрувка Воломінського повіту Мазовецького воєводства.
Населення — 134 особи (2011).
У 1975-1998 роках село належало до Остроленцького воєводства.

## Демографія
Демографічна структура станом на 31 березня 2011 року:
|          | Загалом | Допрацездатний вік | Працездатний вік | Постпрацездатний вік |
| -------- | ------- | ------------------ | ---------------- | -------------------- |
| Чоловіки | 71      | 21                 | 45               | 5                    |
| Жінки    | 63      | 20                 | 30               | 13                   |
| Разом    | 134     | 41                 | 75               | 18                   |